# 드림 팩토리
드림 팩토리(Dream Factory)는 대한민국의 종합 연예 기획사로서, 우리 기획을 전신으로 1997년 8월에 가수 이승환이 설립한 회사이다. 사옥은 서울 강동구 성내동에 있다.
산하에 드림 팩토리 스쿨(라이브 엔지니어 교육), 드림 팩토리 스튜디오(스튜디오 레코딩), 드림 팩토리 뮤직 스쿨(음악 교육)을 두었다. 그중 뮤직 스쿨은 이후 분리되었다.

## 우리 기획
드림 팩토리의 전신은 "우리 기획"으로서 이승환의 데뷔와 함께 출범하였다. 처음부터 독립된 자본으로 음반을 제작하게 된 이승환은 음반 제작 후에도 소속사 없이 활동을 할 수 없게 되자 우리 기획을 직접 설립하였다. 1집의 성공 후, 1991년 2월 사명을 "우리 엔터프라이즈"로 개명하였다. 이어 이승환의 2~5집과 더 클래식 1집, 지누(최진우) 1집을 발매하였고, 1997년 사명을 "드림 팩토리"로 개명했다.

## 구름 물고기
1997년 8월 우리 엔터프라이즈를 드림 팩토리로 개명한 이후 뮤지션을 발굴하는 "드림 팩토리 뮤직 스쿨"과 공연 스태프 양성 학원 "드림 팩토리 스쿨", "드림 팩토리 스튜디오"와  매니지먼트 사업부를 두고 1997년 9월 His ballad, 지누 2집 등을 발매하였다. 이승환은 2005년 12월 경영 일선에서 물러났고, 공연 스태프 후진을 양성하던 드림 팩토리 뮤직 스쿨은 2009년 "Up-Stage School"로 명칭이 변경됨과 동시에 드림 팩토리에서 분리되어 김형택 감독이 바통을 이어받았다. 2006년 1월, 매니지먼트 사업부만을 따로 떼어 "구름 물고기"를 설립, 드림 팩토리와는 별개의 독립 법인으로서 운영되고 있다.